# Victor Mids
Victor Mids (Delft, 1 april 1987), pseudoniem van Victor Middelkoop, is een Nederlands illusionist. Hij studeerde in 2013 af als basisarts.

## Biografie
Middelkoop begon al op jonge leeftijd met goochelen. Op vierjarige leeftijd kreeg hij een goocheldoos. Hij was in 2009 deelnemer in het televisieprogramma De nieuwe Uri Geller. Hij werd wekelijkse gast in de Freaknacht en voorspelde de tussenstand van Serious Request in 2009. In 2013 rondde Middelkoop zijn studie geneeskunde af. Hij voert het beroep van arts niet uit, maar beweert zijn kennis over de zintuigen en de hersenen te gebruiken voor zijn illusies. Middelkoop deed in 2019 mee aan het NPO-programma Verborgen verleden en daaruit bleek dat hij verre familie is van turner en olympisch medaillewinnaar Epke Zonderland.
Middelkoop was in april 2022 te zien als gastpanellid in het RTL 4-programma Make Up Your Mind en in hetzelfde programma, in maart 2025, als "mystery queen" Titia Toemaar. In 2023 deed hij mee aan het SBS6-programma de Top 4000 Muziekquiz.

## Mindf*ck
Op 5 januari 2015 begon zijn programma Mindf*ck van AVROTROS, waarin hij trucs en neuropsychologische experimenten uitvoert. Ook legt hij uit hoe het brein kan worden beïnvloed. Naar de tweede uitzending keken 763.000 Nederlanders. Victor Mids zegt geen gebruik te maken van acteurs. Daarnaast is hij ook te zien in het programma Het beste brein van Nederland, waarin hij uitleg geeft over de werking van de hersenen en op locatie experimenten doet met mensen op straat.

## Kritiek
Volgens wetenschapsfilosofen Herman de Regt en Hans Dooremalen zijn de zogenaamd wetenschappelijke verklaringen die Middelkoop geeft voor zijn trucs in het televisieprogramma Mindf*ck nepverklaringen en onzin: 
Mids bedriegt het publiek door een onjuist beeld van de psychologie te geven, Mids liegt over waartoe de menselijke psyche in staat is, en Mids maakt het onderscheid tussen waarheid, wetenschap, en subjectieve mening alleen maar onduidelijker — juist in een tijd van groot cynisme.

### Bestseller 60
| Boeken met noteringen in de Nederlandse Bestseller 60 | Jaar van verschijnen | Datum van binnenkomst | Hoogste positie | Aantal weken | Opmerkingen                        |
| ----------------------------------------------------- | -------------------- | --------------------- | --------------- | ------------ | ---------------------------------- |
| Mindf*ck                                              | 2016                 | 30-11-2016            | 2               | 55           | in samenwerking met Oscar Verpoort |
| Mindf*ck next level                                   | 2019                 | 27-11-2019            | 1(2wk)          | 13           | in samenwerking met Oscar Verpoort |
| Mindf*ck Challenges                                   | 2023                 | 22-11-2023            | 3               | 14           | in samenwerking met Oscar Verpoort |

## Theater
- The Christmas Show: A Christmas Carol (2017), als de Geest van Straks[8]